# Герасим (Пападопулос)
Епи́скоп Гера́сим (греч. Επίσκοπος Γεράσιμος в миру Или́ас Пападо́пулос греч. Ηλίας Παπαδόπουλος; 10 [23] октября 1910, Бузи — 12 июня 1995, Бостон) — архиерей Константинопольской православной церкви, епископ Авидский (1962—1995), викарий Американской архиепископии.

## Биография
Родился 10 октября 1910 года в Бузи, на Пелопоннесе.
17 июня 1935 года митрополитом Коринфским Дамаскиным (Папандреу) был хиротонисан во диакона и проходил своё служение в храме святого Дионисия Ареопагита в Афинах.
В мае 1941 года митрополитом Коринфским Михаилом (Константинидисом) хиротонисан во пресвитера.
В 1944 году окончил богословский институт Афинского университета.
С 1945 года был протосинкеллом Коринфской митрополии.
С 1947 года исполнял пастырское служение в Мюнхене, а в 1952 году переехал в Соединённые Штаты Америки.
20 мая 1962 года состоялась его архиерейская хиротония во епископа Авидского, викария Американской архиепископии. Был администратором греческих приходов Бостонского округа. В декабре 1967 года назначен администратором приходов Питтсбургского округа.
19 июня 1977 года был уволен на покой.
Скончался 12 июня 1995 года в Бостоне от осложнений после операции на сердце. Был похоронен рядом с храмом греческого колледжа Святого Креста в Бруклайне.